# Proktologi
Proktologi är läran om ändtarmen och analöppningen och dess sjukdomar. En proktolog är en läkare som är specialiserad i området. Vid undersökningarna kan han/hon använda ett proktoskop som är ett rörformat instrument med belysning för undersökning av ändtarmen.